# Maja Maranow
Maja Maranow (Nienburg/Weser, 20 marzo 1961 – Berlino, 4 gennaio 2016) è stata un'attrice tedesca, che fu attiva principalmente in campo televisivo.
Sul piccolo schermo apparve in circa una sessantina di differenti produzioni, a partire dall'inizio degli anni ottanta. Tra i ruoli che la resero celebre al grande pubblico, figura, tra l'altro, quello di Verena Berthold nella serie televisiva Ein starkes Team.

## Biografia
Nel 1993 è nel cast della miniserie televisiva italiana, diretta da Sergio Martino, Delitti privati, dove interpreta il ruolo di Milena Bolzoni.
A partire dal 1994, è protagonista, al fianco di Florian Martens, della serie televisiva poliziesca Ein starkes Team, dove interpreta il ruolo del Commissario Capo Verena Berthold, ruolo che è costretta ad abbandonare nel 2015 a causa del cancro.
Muore a Berlino il 4 gennaio 2016, a soli 54 anni.

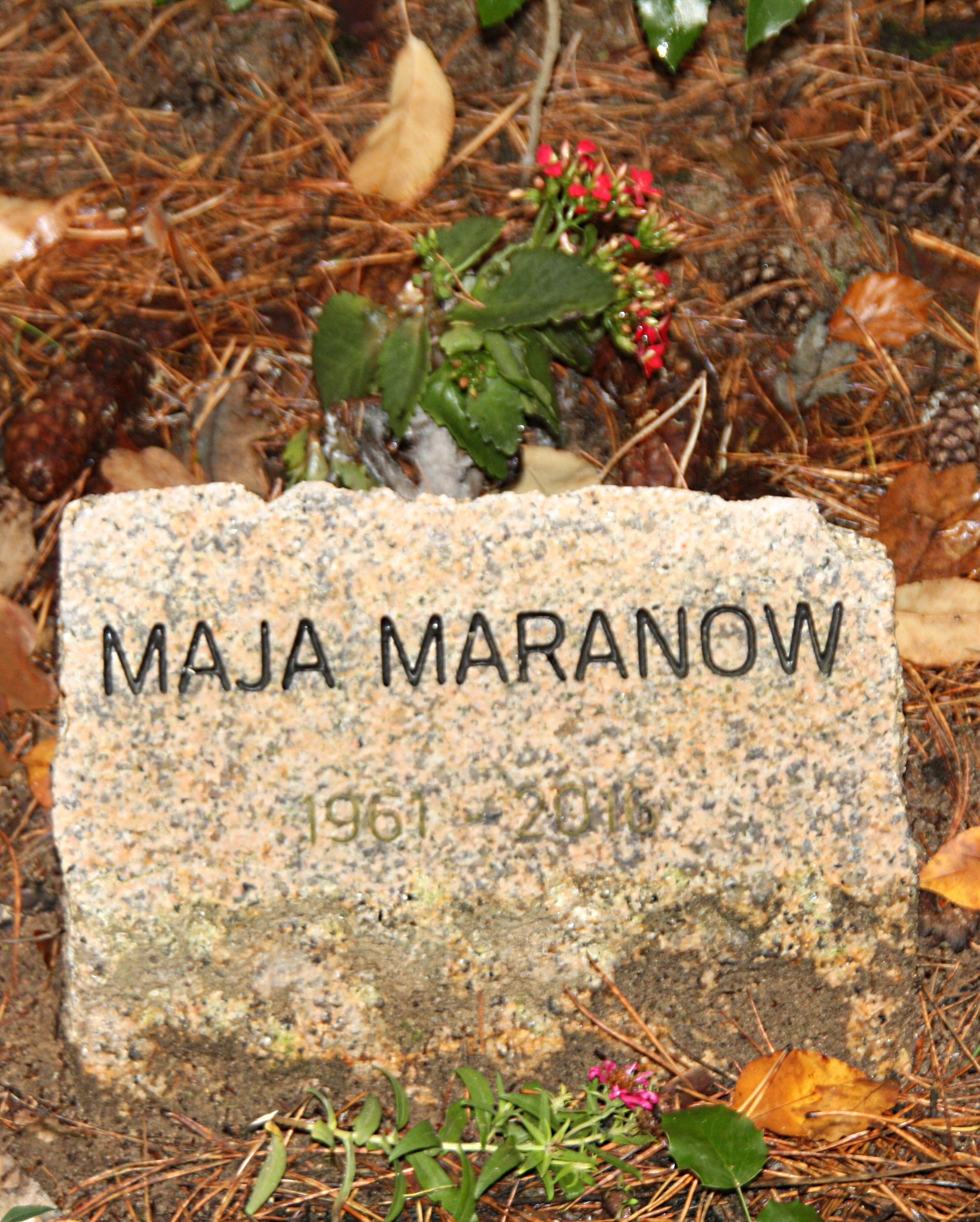
La tomba di Maja Maranow

## Filmografia parziale

### Cinema
- Tage im Hotel, regia di Ulrich Stein (1983)
- André schafft sie alle, regia di Peter Fratzscher (1985)
- Europa, abends (1989)
- Daedalus (1991)
- Beloved Sisters (Die geliebten Schwestern), regia di Dominik Graf (2014)

### Televisione
- Rummelplatzgeschichten - serie TV, 1 episodio (1984)
- Un caso per due - serie TV, episodio 4x05 (1984)
- Tatort - serie TV, 4 episodi (1984-2003)
- Der Hochzeitstag - film TV, regia di Konrad Sabrautzky (1985)
- Faber l'investigatore - serie TV, episodi 1x10-5x08 (1985-1993)
- SOKO 5113 - serie TV, episodi 5x12-9x11 (1986-1991)
- Ein ungleiches Paar - film TV (1988)
- Peter Strohm - serie TV, episodio 1x0 (1989)
- Rivalen der Rennbahn - serie TV, 11 episodi (1989)
- L'ispettore Derrick - serie TV episodio 18x06, regia di Zbyněk Brynych (1991)
- Delitti privati - miniserie TV, regia di Sergio Martino (1993)
- Cluedo - Das Mörderspiel - serie TV, episodio 1x03 (1993)
- Hecht & Haie - serie TV, episodi 1x08-1x09 (1993)
- Kein perfekter Mann - film TV (1993)
- Die Unbestechliche - serie TV, 6 episodi (1994-1998)
- Ein starkes Team - serie TV, 63 episodi (1994-2016)
- Man(n) sucht Frau - film TV (1995)
- Der Schattenmann - serie TV, 6 episodi (1996)
- Natascha - Wettlauf mit dem Tod - film TV (1996)
- Tödliche Schwesterliebe - film TV (1996)
- Liebling Kreuzberg - serie TV, episodio 5x03 (1997)
- Der König von St. Pauli - miniserie TV (1998)
- Il commissario Kress (Der Alte) - serie TV, episodio 23x02, regia di Helmuth Ashley  (1999)
- Auf eigene Gefahr - serie TV, episodio 3x06 (2000)
- Donna Leon - serie TV, episodio 1x01 (2000)
- Denninger - Der Mann mit den zwei Gesichtern - film TV (2001)
- Die Affäre Semmeling - serie TV, 6 episodi (2002)
- Siska - serie TV, episodio 5x03 (2002)
- Polizeiruf 110 - serie TV, episodio 31x09 (2002)
- Il commissario Kress (Der Alte) - serie TV, episodio 30x01, regia di Hartmut Griesmayr (2003)
- Kommissarin Lucas - serie TV, episodio 1x01 (2003)
- Die Kinder der Flucht - serie TV, episodio 1x01 (2006)
- Squadra speciale Lipsia - serie TV, episodio 6x19 (2006)
- In capo al mondo per amore - film TV (2007)
- Lutter - serie TV, episodio 1x03 (2008)
- Hinter blinden Fenstern - film TV (2009)
- Nachtschicht - serie TV, episodi 1x06-1x13 (2009-2016)
- Mord in bester Familie - film TV (2011)
- Der Staatsanwalt - serie TV, episodio 7x04 (2012)
- Eine Frau verschwindet - film TV (2012)
- Der Pfarrer und das Mädchen - film TV (2015)

## Premi e nomination
- 1999: Goldener Gong per la sua interpretazione in Ein starkes Team (condiviso con Florian Martens